# Ligne Keiyō
Ne doit pas être confondu avec Ligne Keiō.
La ligne Keiyō (京葉線, Keiyō-sen) est une ligne ferroviaire du réseau JR East dans le Grand Tokyo au Japon. Elle relie les gares de Tokyo et de Soga à Chiba. Elle dessert notamment Tokyo Disneyland et le Makuhari Messe.

## Histoire
La ligne, qui a d'abord servi au transport de marchandises, a été ouverte partiellement au trafic voyageurs en 1986 et entièrement en 1990.
Le terminus de la ligne Keiyō à la gare de Tokyo utilise l'espace souterrain réservé pour le Narita Shinkansen, une ligne à grande vitesse entre Tokyo et l'aéroport international Narita qui n'a finalement pas été réalisée.
Le 18 mars 2023, la nouvelle gare de Makuharitoyosuna ouvre.

## Caractéristiques

### Ligne
- longueur : 
  - Tokyo - Soga : 43,0 km
  - Ichikawa-Shiohama - Nishi-Funabashi : 5,9 km
  - Minami-Funabashi - Nishi-Funabashi : 5,4 km
- écartement des voies : 1 067 mm
- nombre de voies : double voie
- électrification : 1 500 Vcc
- vitesse maximale : 100 km/h

### Tracé
|  |

### Services et interconnexions
- Keiyō (local) : Service omnibus entre Tokyo et Soga.
- Keiyō (rapide) : Dessert les gares de Tokyo, Hatchōbori, Shin-Kiba, Maihama, Shin-Urayasu, Minami-Funabashi, Kaihin-Makuhari puis toutes les gares jusqu'à Soga. Certains trains continuent sur la ligne Uchibō ou la ligne Sotobō.
- Musashino (local) : Dessert toutes les gares entre Tokyo et Nishi-Funabashi avant de continuer sur la ligne Musashino. Certains trains empruntent la ligne Keiyō de Kaihin-Makuhari à Nishi-Funabashi.
- Commuter rapid service (通勤快速, tsūkin-kaisoku?) : Dessert les gares de Tokyo, Hatchobori, Shin-Kiba et Soga.

### Liste des gares
La ligne Keiyō comporte 17 gares, numérotées de JE-01 à JE-16 jusqu'à Chiba-Minato.

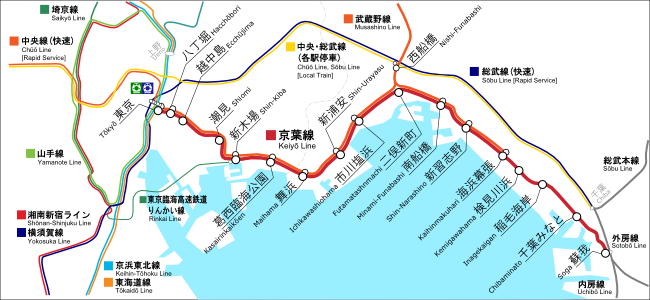
Les gares de la ligne Keiyō

| Numéro  | Gare               | Nom japonais | Distance depuis Tokyo (km) | Correspondances | Localisation | Localisation |
| ------- | ------------------ | ------------ | -------------------------- | --- | ------------ | ------------ |
| TYOJE01 | Tokyo              | 東京         | 0                          | JR Central : Tōkaidō Shinkansen JR East : Tōhoku Shinkansen, JC Chūō, JK Keihin-Tōhoku, JB Sōbu, JT Tōkaidō, JU Ueno-Tokyo, JY Yamanote, JO Yokosuka Tokyo Metro : M Marunouchi | Chiyoda      | Tokyo        |
| JE02    | Hatchōbori         | 八丁堀       | 1,2                        | Tokyo Metro : H Hibiya | Chūō         | Tokyo        |
| JE03    | Etchūjima          | 越中島       | 2,8                        | | Kōtō         | Tokyo        |
| JE04    | Shiomi             | 潮見         | 5,4                        | | Kōtō         | Tokyo        |
| JE05    | Shin-Kiba          | 新木場       | 7,4                        | Tokyo Waterfront Area Rapid Transit : Rinkai Tokyo Metro : Y Yūrakuchō | Kōtō         | Tokyo        |
| JE06    | Kasairinkai-Kōen   | 葛西臨海公園 | 10,6                       | | Edogawa      | Tokyo        |
| JE07    | Maihama            | 舞浜         | 12,7                       | Tokyo Disney Resort Line | Urayasu      | Chiba        |
| JE08    | Shin-Urayasu       | 新浦安       | 16,1                       | | Urayasu      | Chiba        |
| JE09    | Ichikawa-Shiohama  | 市川塩浜     | 18,2                       | Interconnexion avec la JM ligne Musashino | Ichikawa     | Chiba        |
| JE10    | Futamata-Shinmachi | 二俣新町     | 22,6                       | | Ichikawa     | Chiba        |
| JE11    | Minami-Funabashi   | 南船橋       | 26,0                       | Interconnexion avec la JM ligne Musashino | Funabashi    | Chiba        |
| JE12    | Shin-Narashino     | 新習志野     | 28,3                       | | Narashino    | Chiba        |
| JE13    | Makuharitoyosuna   | 幕張豊砂     | 30,0                       | | Chiba        | Chiba        |
| JE14    | Kaihin-Makuhari    | 海浜幕張     | 31,7                       | | Chiba        | Chiba        |
| JE15    | Kemigawahama       | 検見川浜     | 33,7                       | | Chiba        | Chiba        |
| JE16    | Inage-Kaigan       | 稲毛海岸     | 35,3                       | | Chiba        | Chiba        |
| JE17    | Chiba-Minato       | 千葉みなと   | 39,0                       | Monorail de Chiba : Ligne 1 | Chiba        | Chiba        |
| -       | Soga               | 蘇我         | 43,0                       | JR East : Sotobō (interconnexion), Uchibō (interconnexion) | Chiba        | Chiba        |

## Matériel roulant
Train Limited Express

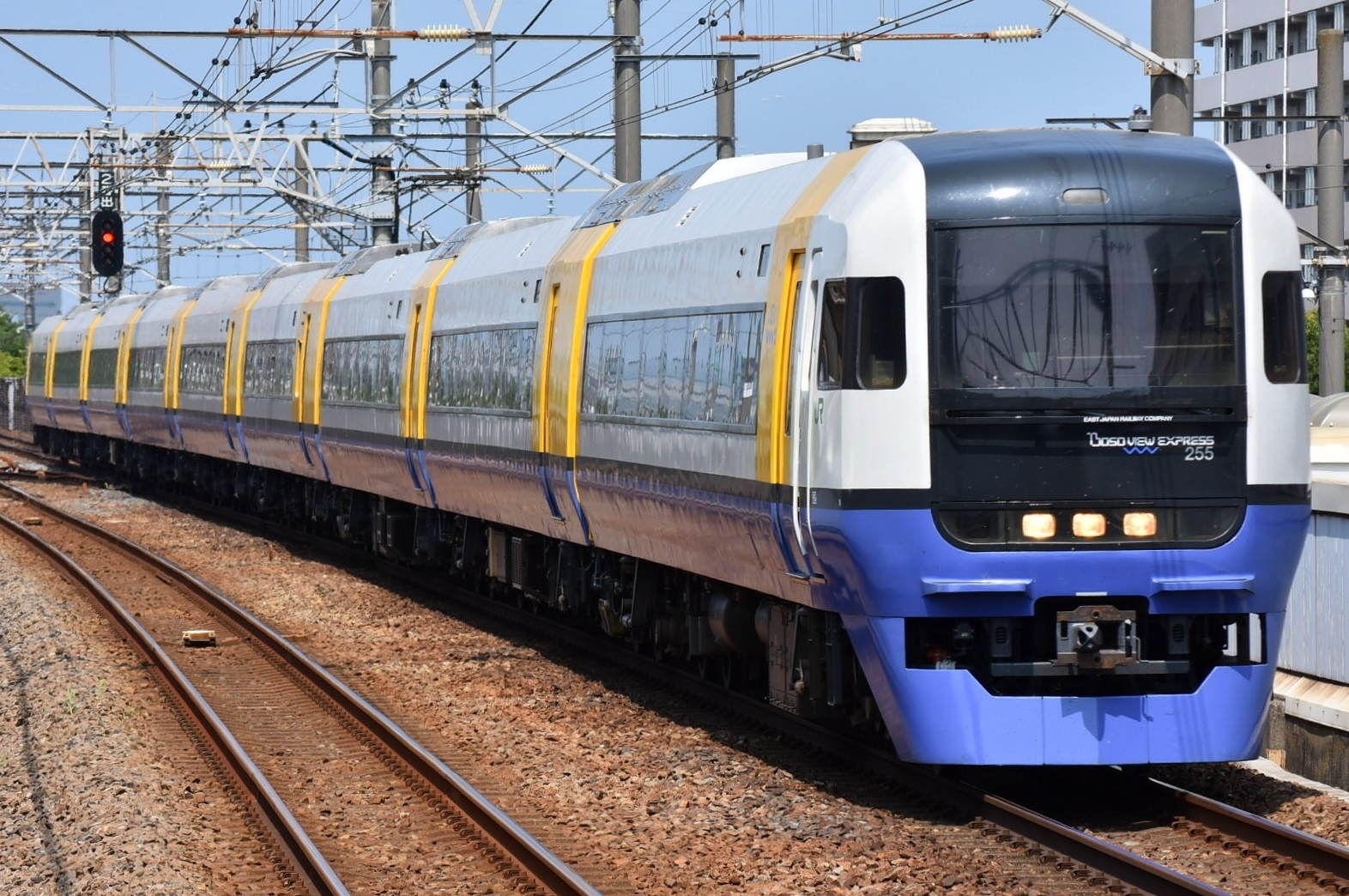
Série 255 (services Sazanami et Wakashio)
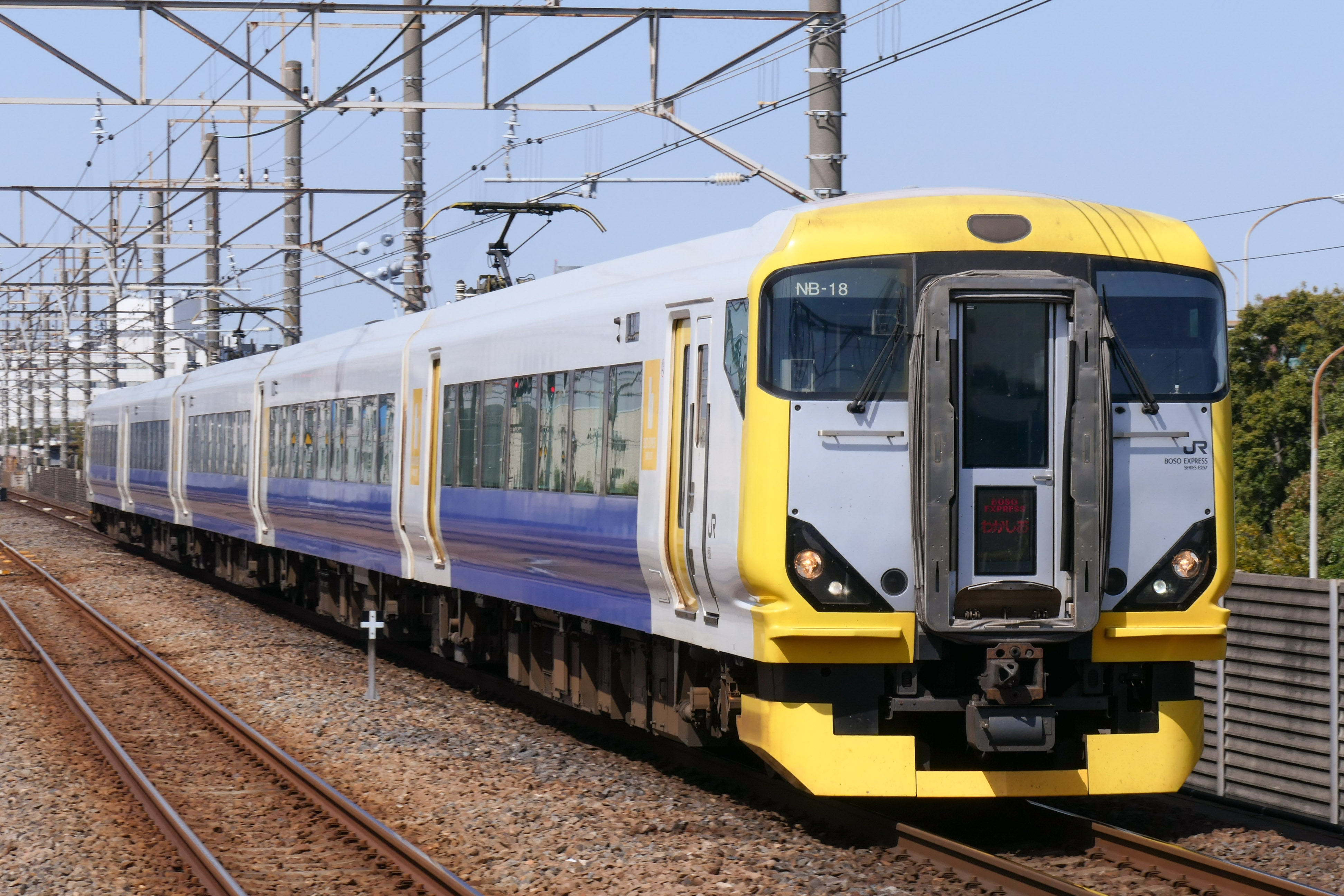
Série E257-500 (services Sazanami et Wakashio)

Train rapide et omnibus

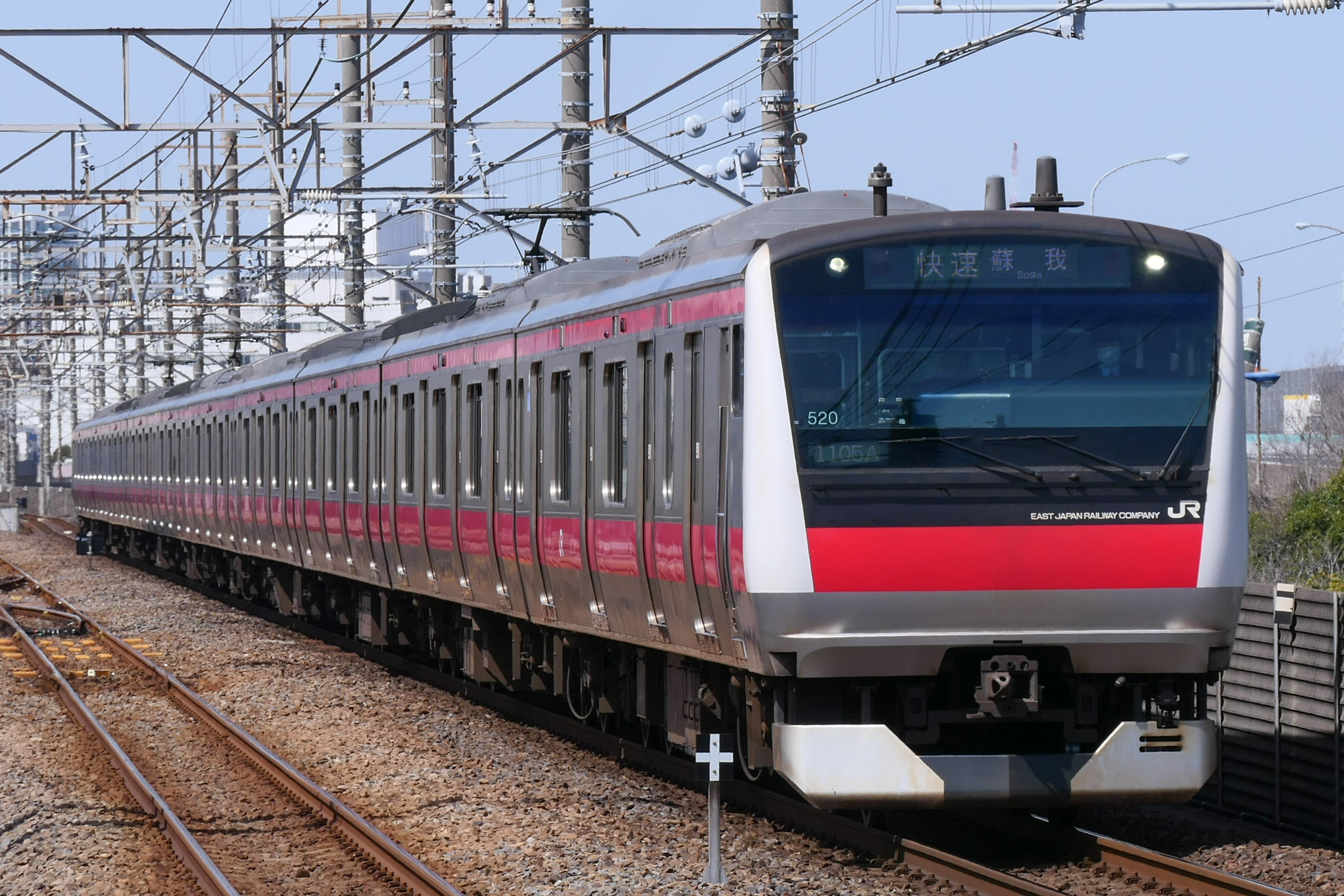
série E233-5000
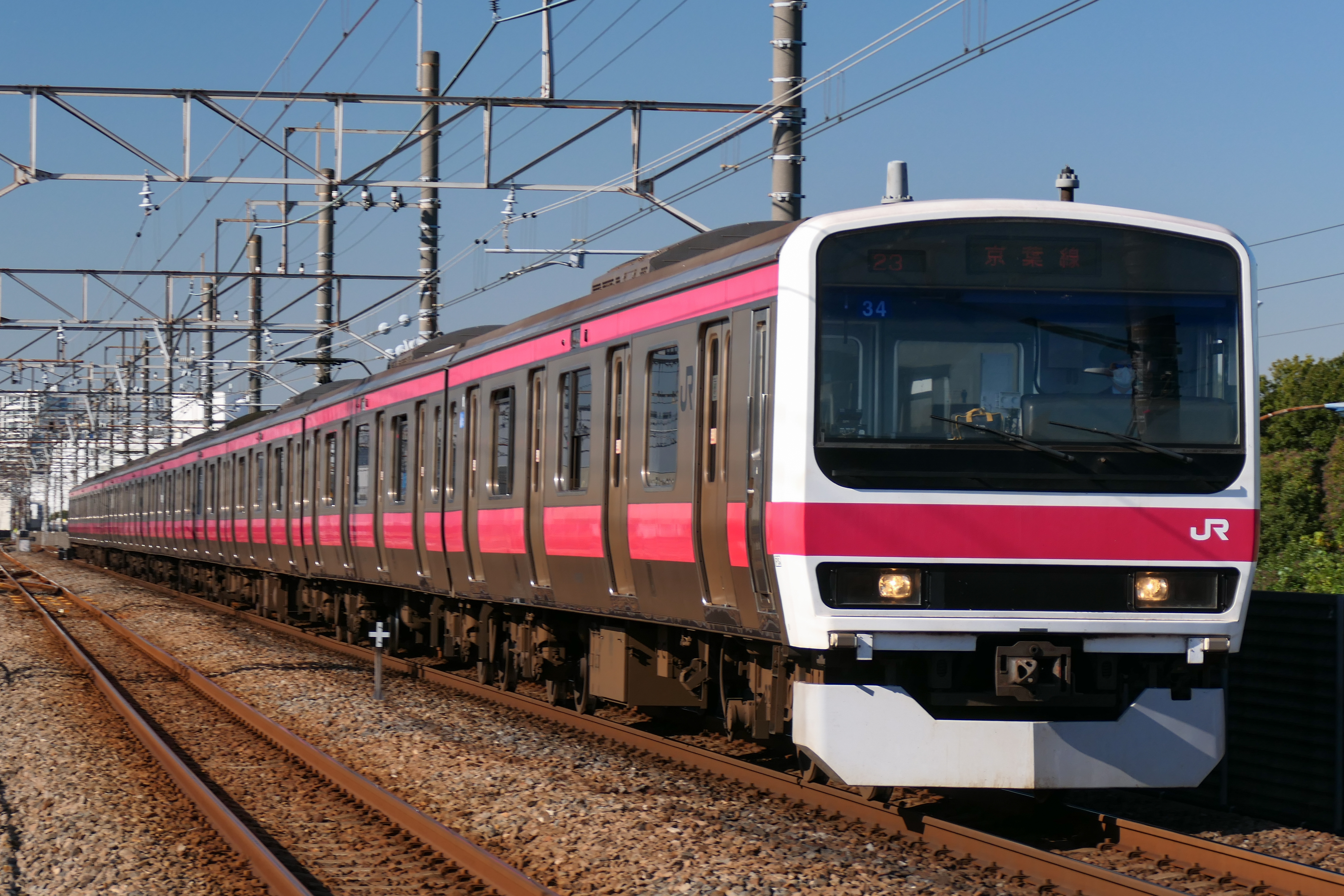
Série 209-500

Train rapide et omnibus vers la ligne Musashino

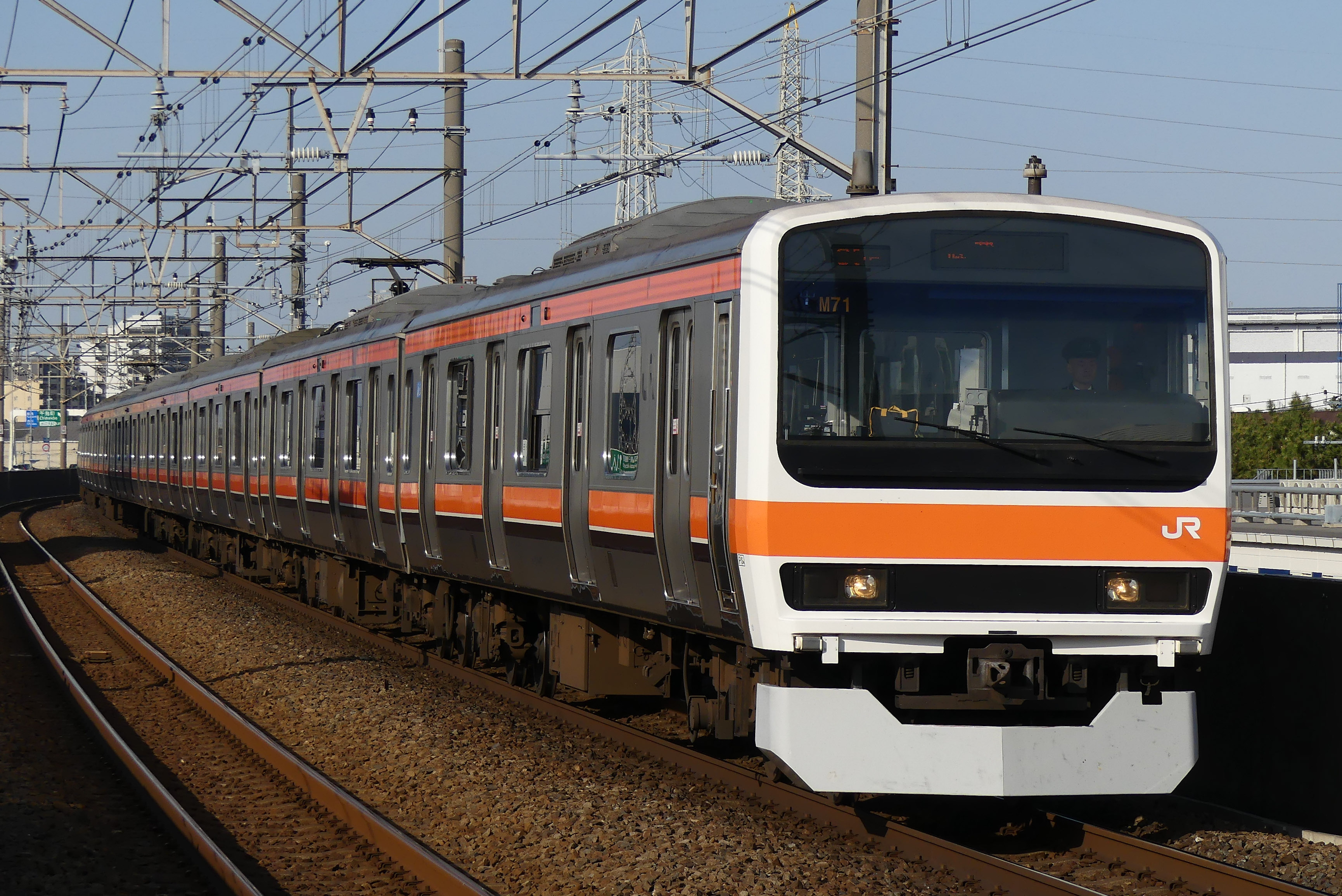
Série 209-500
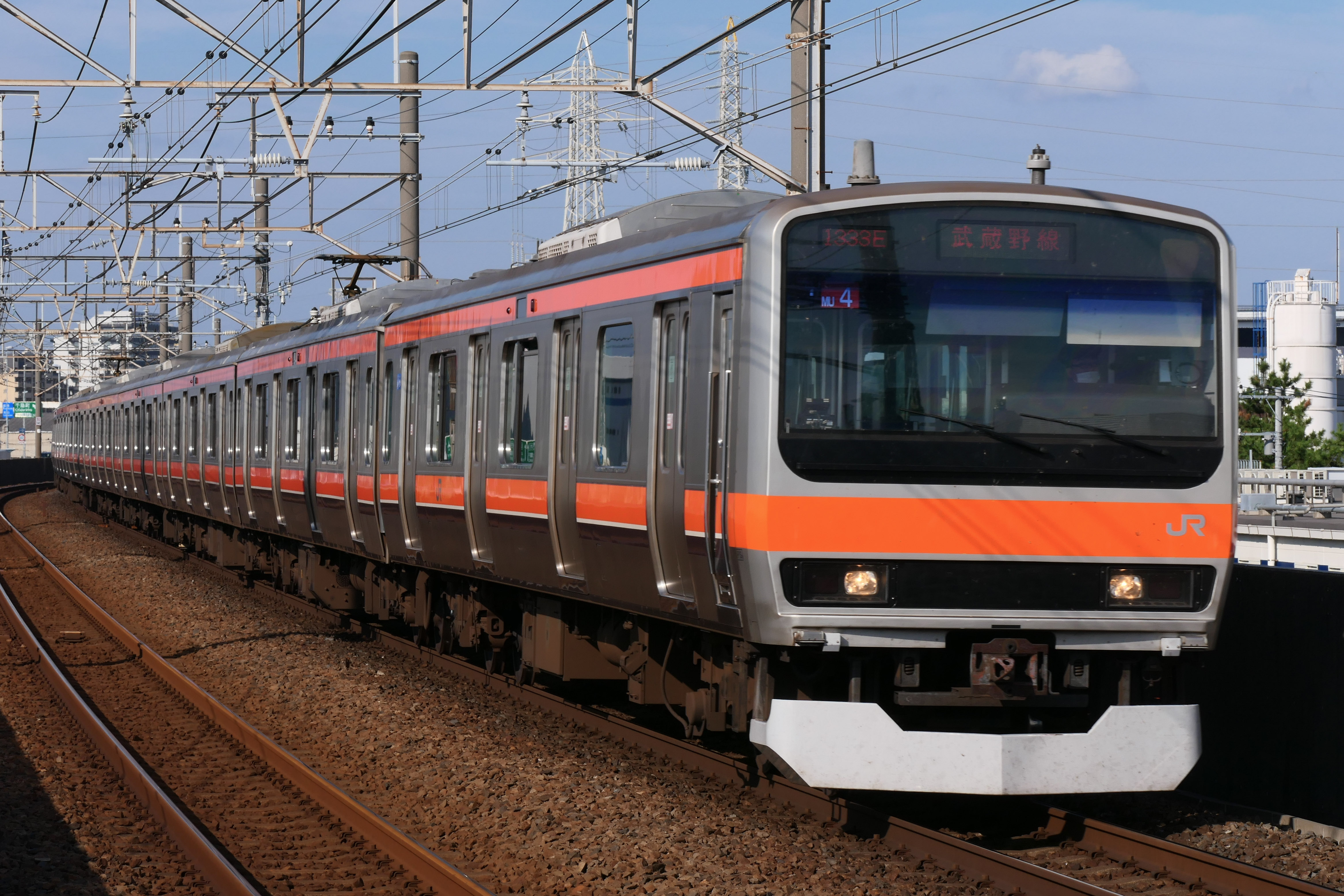
Série E231